# Poecilotylus scutellatus
Poecilotylus scutellatus är en tvåvingeart som beskrevs av Cresson 1930. Poecilotylus scutellatus ingår i släktet Poecilotylus och familjen skridflugor. Inga underarter finns listade i Catalogue of Life.